# البويرات (بني يخلف)
البويرات هي إحدى مشيخات المملكة المغربية، تتبع جغرافيا لإقليم خريبكة وإداريًا لبني يخلف. يقدر عدد سكانها بـ 4049 نسمة حسب الإحصاء الرسمي للسكان والسكنى لسنة 2004.